# Chauha
Chauha (nep. चौहा) – gaun wikas samiti w zachodniej części Nepalu w strefie Seti w dystrykcie Kailali. Według nepalskiego spisu powszechnego z 2001 roku liczył on 2419 gospodarstw domowych i 16392 mieszkańców (8127 kobiet i 8265 mężczyzn).